# Вожово (Орловская область)
Вожово — село в Кромском районе Орловской области России. Входит в состав Большеколчевского сельского поселения.

## География
Село находится на расстоянии 2,5 км к юго-востоку от посёлка городского типа Кромы, административного центра района, и 37 км к юго-западу от города Орёл, административного центра области.

### Часовой пояс
Село Вожово, как и вся Орловская область, находится в часовой зоне МСК (московское время). Смещение применяемого времени относительно UTC составляет +3:00.

## Население
| 2002 | 2010  |
| ---- | ----- |
| 1074 | ↗1160 |

### Национальный состав
Согласно результатам переписи 2002 года, в национальной структуре населения русские составляли 96 % из 1074 чел.

## Улицы
| - ул. Ветеранов, - ул. Дорожная, - ул. Железнодорожная, | - ул. Колхозная, - ул. Культурная, - ул. Мира, | - ул. Полевая, - ул. Строителей, - ул. Школьная. |